# Liste der Aussichtstürme im Kanton Thurgau
Die folgende Liste von Aussichtstürmen enthält Bauwerke des Kantons Thurgau, welche über für den Publikumsverkehr zugängliche Aussichtsmöglichkeiten verfügen.
| Bild                          | Name des Turms        | Gemeinde    | Baujahr        | Gesamthöhe | Plattformhöhe | Bauwerkstyp               | ZoomViewer Panoramabild |
| ----------------------------- | --------------------- | ----------- | -------------- | ---------- | ------------- | ------------------------- | ----------------------- |
| Gewerbeturm Amriswil          | Gewerbeturm Amriswil  | Amriswil    | 2012           | 20 m       | 15 m          | Holz                      |                         |
| Ruine Castell                 | Burgruine Castell     | Tägerwilen  | frühes 13. Jh. | 13 m       | 12 m          | Gemauert                  |                         |
| Hüttwilersee-Turm             | Hüttwilersee-Turm     | Hüttwilen   | 2003           | 5 m        | 4 m           | Holz                      |                         |
| Napoleonturm                  | Napoleonturm          | Wäldi       | 2017           | 40 m       | 36 m          | Holz                      |                         |
| Aussichtstürme Robins Horn    | Robins Horn           | Romanshorn  | 2024           | 17 m 9,4 m | 15 m 7,4 m    | Stahl                     |                         |
| Seeburgturm                   | Seeburgturm           | Kreuzlingen | 2000           | 15 m       | 10 m          | Holz                      |                         |
| Stählibuckturm                | Stählibuckturm        | Thundorf    | 1908           | 27 m       |               | Stahlfachwerkkonstruktion |                         |
| Evangelische Kirche Steckborn | Steckborner Kirchturm | Steckborn   | 1835           | 50 m       |               | Gemauert                  |                         |

Siehe auch: Liste von Aussichtstürmen in der Schweiz

## Weblink
- Atemlos atemberaubend: Ostschweizer Aussichtstürme: bei Sirnach, Kreuzlingen, Thundorf, Amriswil, Wil, Altstätten, Kaltbrunn